# Andrea Lietz-Weiermann
Andrea Sybille Lietz-Weiermann (* 15. Dezember 1958 in Köln) ist eine ehemalige deutsche Hockeyspielerin und Olympiateilnehmerin. 
Andrea Lietz-Weiermann gewann mit dem RTHC Bayer Leverkusen 1981 und 1982 die deutsche Meisterschaft im Hallenhockey und 1982 sowie 1983 die Meisterschaft im Feldhockey.
Die Vorstopperin debütierte 1980 in der deutschen Hockeynationalmannschaft. Nach ihrem ersten Länderspiel folgten drei Jahre Pause, bevor sie Bundestrainer Wolfgang Strödter in die Nationalmannschaft zurückholte. Im Mai 1984 wurde in Lille die erste Feldhockey-Europameisterschaft der Damen ausgetragen, nach einer Halbfinalniederlage gegen die Niederländerinnen siegten die deutschen Spielerinnen im Spiel um Bronze gegen die Britinnen. Zwei Monate später besiegten die Niederländerinnen die deutsche Mannschaft bei den Olympischen Spielen in Los Angeles mit 6:2, die deutsche Mannschaft gewann Silber hinter den Niederländerinnen und vor den US-Amerikanerinnen. Insgesamt wirkte Lietz-Weiermann von 1980 bis 1984 in 20 Länderspielen mit.